# Qabr-e Qeyşar
Qabr-e Qeyşar (persiska: قبر قیصر) är en ort i Iran.   Den ligger i provinsen Kohgiluyeh och Buyer Ahmad, i den centrala delen av landet, 600 km söder om huvudstaden Teheran. Qabr-e Qeyşar ligger 656 meter över havet och antalet invånare är 295.
Terrängen runt Qabr-e Qeyşar är varierad. Runt Qabr-e Qeyşar är det ganska tätbefolkat, med 60 invånare per kvadratkilometer. Närmaste större samhälle är Līkak, 3,8 km nordväst om Qabr-e Qeyşar. Omgivningarna runt Qabr-e Qeyşar är i huvudsak ett öppet busklandskap.